# Mallochia strigosa
Mallochia strigosa là một loài tò vò trong họ Ichneumonidae.